# Matteo Guasco
Pour les articles homonymes, voir Guasco.
Matteo Guasco francisé en Matthieu François Antoine Philippe Guasco  (né à Bastia le 21 novembre 1720, mort le 24 juillet 1802)  est un ecclésiastique qui fut évêque du Nebbio de 1770 à 1772 puis évêque de Sagone 1772 à 1790.

## Biographie
Matteo Guasco est issu d'une bonne maison corse. Il nait à Bastia il rejoint l'ordre des frères mineurs dans lequel il est ordonné prêtre en 1744. Nommé évêque du Nebio en 1770, il est consacré par le cardinal Henri Benoît Stuart mais il est transféré dans le diocèse de Sagone deux ans plus tard. Nommé évêque de Sagone  en octobre 1772 il reçoit ses bulles pontificales de confirmation le 8 mars 1773. Lors de la convocation des États généraux de 1789 il se présente à l'élection mais c'est l'abbé Charles Antoine de Peretti della Rocca, grand vicaire du diocèse d'Aléria qui est élu député du clergé. Lorsque la constitution civile du clergé supprime son évêché, il se retire dans sa ville natale où il assiste à l'installation de  son homonyme l'évêque constitutionnel du département de la Corse Ignace François Guasco. Il doit s'exiler près de Livourne. Après la signature du Concordat de 1801 il résigne son siège épiscopal en octobre 1801 ; il revient en Corse où il meurt en 1802.